# Dugges Bryggeri
Dugges Bryggeri AB är ett svenskt mikrobryggeri i Landvetter som startades 2005 som Dugges Ale- och Porterbryggeri av Mikael Dugge Engström.

## Historik
Fram till vintern 2010 bryggde bryggeriet enbart överjästa öl, oftast kraftigt humlade, inte sällan med amerikanska humlesorter. Efter att ha köpt in större lagringstankar började man då också producera lageröl. 
Bryggeriet har vunnit ett flertal priser och utmärkelser, bland annat på Stockholm beer and whisky festival. Bryggeriet började även 2008 att tillverka folköl, som säljs lokalt på restauranger och livsmedelsaffärer. 
Hösten 2007 inhandlade bryggeriet en mindre buteljeringsanläggning, och från december 2007 kan deras öl köpas från Systembolagets beställningssortimentet, samt i de tre Systembolagsbutiker som geografiskt ligger närmast bryggeriet.
Efter att ha växt ur sina ursprungliga lokaler i Mölndal flyttade bryggeriet under vintern 2012 till större faciliteter i Landvetter. Ett nytt kinesisktillverkat bryggverk på 3.000 liter har installerats, det tidigare på 900 liter kommer att användas för produktutveckling. 

## Varumärken

### Tidigare varumärken
Mellan starten 2005 och våren 2015 delades bryggeriets öl upp i olika serier med ett tema på namn och ektiketter. De brittiska öltyperna fanns i Göteborgssviten, de humlefokuserade i modern amerikansk stil i Express Yourself!. Till det kom säsongsöl och tillfälliga lanseringar i Brewers Workshop.
Under sommaren 2014 började Dugges tillverka syrliga öl med fruktsmaker i Berliner Weisse-stil. Denna serie kallades Nordic Sour.

### Nuvarande varumärken
Under våren 2015 ändrades varumärken och sortiment, med ny design av designbyrån Dahlbäck/Söderberg.

## Ölsorter
Ur bryggeriets fasta sortiment kan nämnas:
- Lager No. 1, ljus lager 4,7 %. Bryggeriets storsäljare.
- Avenyn Ale, amerikansk pale ale 5 %. Har funnits i sortimentet sedan starten 2005.
- High Five, amerikansk IPA 7,5 % introducerad 2007.
- Idjit, amerikansk imperial stout 9,5 %.
- Organic Andrén, amerikansk pale ale 2,8 % (folköl).